# Guido Monzino

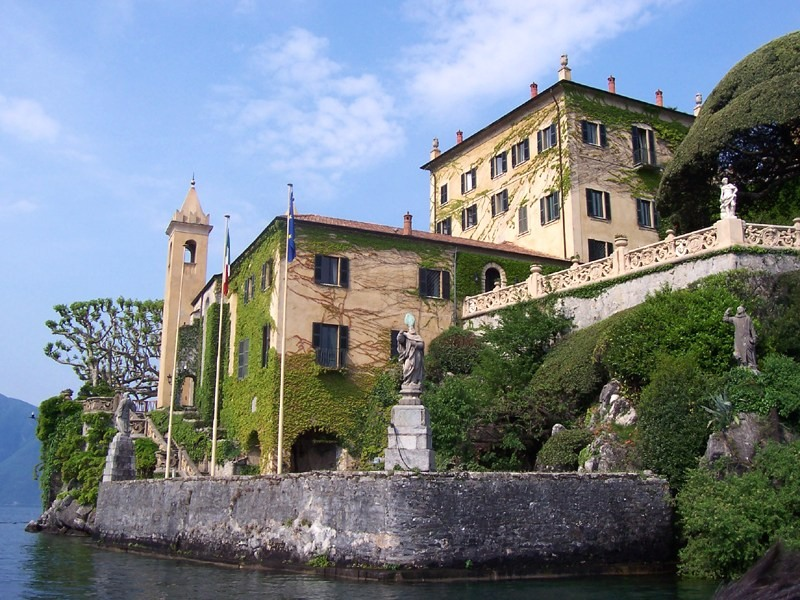
La Villa Balbianello, habitation de Monzino de 1974 à sa mort qui abrite aujourd'hui un musée qui lui est consacré.

Le comte Guido Monzino (Milan, 2 mars 1928-Lenno, 11 octobre 1988) est un industriel, alpiniste et explorateur italien. En 1973, il a dirigé la première expédition italienne qui gravit l'Everest. 

## Biographie
Guido Monzino, né à Milan le 2 mars 1928, a pu se consacrer à sa passion, l'alpinisme, grâce à ses activités d'industriel. Il a ainsi pu financer, organiser et diriger un grand nombre d'expéditions sur d'autres continents. 
En 1948, il escalade le Cervin puis en 1955, voyage au Sénégal, en Gambie et en Côte d'Ivoire. L'année suivante, il voyage dans les Alpes occidentales, en Italie et en Suisse. En 1957-1958, il parcourt le massif del Paine en Patagonie puis effectue en 1959, la première ascension du Kanjut Sar au Karakoram. 
Après une expédition en Afrique équatoriale et au Kilimandjaro (1959-1960), il se rend en 1960 dans l'ouest du Groenland. En 1960-1961, il revient en Afrique équatoriale et escalade le mont Kenya. En 1961, il est de retour dans l'ouest groenlandais puis en 1961-1962, gravit le Rwenzori. 
En traineau en 1962, il rejoint le 72e parallèle nord au Groenland puis le 77e parallèle nord et visite les Alpes de Stauning (1963). En 1963-1964, il parcourt le Sahara dont le massif du Tibesti. 
En 1968, il élabore un projet en hommage à l'expédition du duc des Abruzzes et à Umberto Cagni et effectue une expédition nautique au Groenland mais il se heurte au gouvernement danois qui lui impose des équipiers danois et des Inuits. En 1969, avec neuf hommes dont Arturo Aranda et des Inuits avec leurs chiens, il quitte Qeqertaq (19 février) et rejoint Thulé le 12 avril après un périple de 1 500 km qui le mène du détroit de Béring à la baie de Melville. Les conditions météorologiques extrêmement difficiles et les froids avoisinant les -45°, mettent fin à l'expédition. 
Monzino forme une seconde équipe qui quitte Thulé le 15 avril 1970 et atteint le cap Columbia le 16 mai après un périple de 1 200 km à travers le promontoire Murchison, le détroit de Smith, le bassin Kane, le canal Kennedy et la mer de Lincoln. Les relations avec les équipiers danois sont de nouveau conflictuelles. Avec Aranda et deux guides italiens, Minuzzo et Carel et douze Inuits, Monzino quitte le cap Columbia le 2 avril et atteint le pôle Nord après une marche de 71 jours sur une glace chaotique et sous des températures de -57°, luttant contre une dérive importante qui les entrainent dans une direction opposée. Le retour s'effectue en avion et l'équipe atterrit à Alert.
En 1973, Guido Monzino dirige la première expédition italienne de l'Everest. Il meurt d'un cancer du poumon le 11 octobre 1988 et est inhumé à la villa Balbianello qu'il avait acheté en 1974 aux héritiers de Butler Ames. Il lègue la villa Balbianello au Fondo per l'Ambiente Italiano qui contient aujourd'hui un musée qui lui est consacré.

## Publications
- Grandes Murailles: cronaca di una spedizione alpina, 1957
- Italia in Patagonia: spedizione italiano alle Ande patagoniche, 1958
- La spedizione G.M. '59 al Kanjut Sar, 1960